# Siegfried Schnabl
Siegfried Schnabl (* 27. Februar 1927 in Limbach; † 4. August 2015 in Berlin) war ein deutscher Sexualwissenschaftler. Der Psychotherapeut war einer der führenden Sexualfachmänner der DDR.

## Leben
Der Sohn eines Konstrukteurs ging in Glauchau zur Oberschule. Nach Kriegsende begann Siegfried Schnabl 1946 seine Berufstätigkeit als Neulehrer an einer Grundschule. Ab 1948 studierte Schnabl klinische Psychologie an der Universität Leipzig und war dort ab 1953 als wissenschaftlicher Mitarbeiter und Lehrbeauftragter tätig. 1955 promovierte er und arbeitete dann von 1956 bis 1973 im Erzgebirge als Psychotherapeut.
Im Jahr 1969 erschien sein Standardwerk Mann und Frau intim. Fragen des gesunden und des gestörten Geschlechtslebens, der erfolgreichste Ehe- und Sex-Ratgeber der DDR. Das Werk erfuhr 18 Auflagen und wurde über eine Million Mal verkauft und in verschiedene Sprachen übersetzt, darunter von Monika Krause-Fuchs in Kuba ins Spanische.
Thema seiner 1973 an der Karl-Marx-Universität Leipzig vorgelegten Promotion B zum Dr. sc. phil. (Habilitation) war die Auswertung des Sexualverhaltens von 3500 Personen unterschiedlichen Geschlechts. Da ihm die Weiterführung seiner wissenschaftlichen Arbeit untersagt wurde, leitete Siegfried Schnabl von 1973 bis 1993 die Ehe- und Sexualberatungsstelle in Karl-Marx-Stadt/Chemnitz und war danach als Sexualberater für Pro Familia in Aue tätig. Zwischen 1977 und 1987 wirkte Schnabl als Konsultant für die Pan American Health Organization.
Siegfried Schnabl genoss in der DDR große Popularität, da er sich in hunderten Beiträgen im Radio und Fernsehen, in Fachzeitschriften, Journalen und Büchern zu den Problemen der menschlichen Sexualität offen, verständlich, einfühlsam und seriös äußerte. Er galt als Anhänger von Hans Giese. Wie dieser vertrat er die Auffassung, dass Homosexualität keine sexuelle Störung, sondern eine normale sexuelle Orientierung sei. Folgerichtig setzte sich Schnabl für mehr Toleranz gegenüber Homosexuellen in der DDR ein.
Er gehörte dem Vorstand der Gesellschaft für Sexualwissenschaft an und war Mitglied der International Academy of Sex Research.
Siegfried Schnabl wohnte in Hohenstein-Ernstthal, während seiner letzten Lebenszeit in einem Pflegeheim in Berlin.

## Veröffentlichungen
- Untersuchungen typologischer und allgemeiner Besonderheiten der höheren Nerventätigkeit des Menschen mit einer Komplexmethode. Dissertation, Universität Leipzig, 1955
- Einführung in die Psychopathologie. Potsdam: Institut für Weiterbildung Mittlerer Medizinischer Fachkräfte 1967 (Lehrbrief)
- Mann und Frau intim. Fragen des gesunden und des gestörten Geschlechtslebens. Greifenverlag, Rudolstadt 1969 (mit Illustrationen von Helmut Fiege)
 17. Auflage Berlin 1985, 18. Auflage 1990 ISBN 3-333-00471-2
  - Mann und Frau intim. Gesundes Geschlechtsleben, gestörtes Geschlechtsleben. (geringfügig gekürzte Lizenzausgabe für die BRD) Gütersloh: Bertelsmann-Ratgeberverl., 1969 (mit Illustrationen von Gisela u. Horst Keuer. Koituspositionen: Horst Günther)
  - Muž a žena intímne. Otázky zdravého a narušeného pohlavného života. Martin: Vydavateľstvo Osveta, 1972 (slowak.)
  - Măžat i ženata intimno. Problemi na normalnija i smutenija polov život. Sofia: Medicina i Fizkultura, 1979 (bulg.)
  - El hombre y la mujer en la intimidad. Havanna: Editorial Científico-Técnica, 1979 (span.)
  - Mučžina i ženčšina: intimnye otnošenija. Kischinjow: Stiinca 1982 (russ.)
  - O homem e a mulher na intimidade. Questões da vida sexual. Lissabon: Editorial Caminho, 1983 (port.)
  - Seksologijos pagrindai. Vilnius: Mokslas 1990 (lit.) ISBN 5-420-00321-X
  - Die Lust des Liebens. Frau und Mann intim. Frankfurt am Main: Ullstein Taschenbuch 1992, (vollständig überarbeitete und erweiterte Ausgabe) ISBN 3-548-34932-3
  - Barbatul şi femeia. Relaţii intime. Chișinău: EUS 1993 (rum.) ISBN 5-88568-042-6
- Intimverhalten, Sexualstörungen, Persönlichkeit. Habilschrift, Universität Leipzig, 1972, (als Buch:) Berlin, VEB Deutscher Verlag der Wissenschaften, 1972
  - Comportamento sessuale e personalità. Mailand: Teti (ca. 1976) (ital.)
- Nervös? Ursachen, Erscheinungsformen, Vorbeugen u. Überwindung psychosozialer Gesundheitsstörungen. VEB Verlag Volk und Gesundheit, Berlin 1975
  - Nerven li ste? Sofia: Medicina i Fizkultura, 1984 (bulg.)
  - Nervioso? Havanna: Editorial Científico-Técnica, 1985 (span.)
- Plädoyer für die Liebe. Leipzig/Jena/Berlin: Urania-Verlag, 2. Aufl. 1978
  - Razgovor za ljubovta. Sofia: Medicina i Fizkultura, 1982 (bulg.)
  - En defensa del amor. Havanna: Editorial Científico-Técnica, 2. Aufl. 1985 (span.)
- Der Liebe Lust, der Liebe Leid. Berlin: Berliner Verlag 1987 ISBN 3-86020-007-0
- 100 Fragen zu Sex und Liebe. Frankfurt am Main: Ullstein Taschenbuch 1994 ISBN 3-548-35341-X

## Trivia
Schnabls Bestseller (Mann und Frau intim) taucht als Referenz in Thomas Brussigs Roman Helden wie wir auf.